# János Pálffy
János Bernard István Pálffy ab Erdod, noto anche col nome tedesco di Johann Bernhard Stephan Pálffy zu Erdöd (Červený Kameň, 20 agosto 1664 – Presburgo, 24 marzo 1751), è stato un generale austriaco di origini ungheresi.
Fu Feldmaresciallo dell'esercito imperiale e conte palatino d'Ungheria.

## Biografia
Figlio terzogenito del conte Miklós IV Pálffy de Erdőd (1619–1679) e di sua moglie Maria Eleonora von Harrach zu Rohrau (1634–1693), Janos era fratello minore di Miklós Pálffy. Come suo padre ed i suoi due fratelli maggiori, intraprese la carriera militare ed entrò nell'esercito imperiale nel 1681.
Prese parte alla Battaglia di Vienna e alla Battaglia di Párkány, scontro quest'ultimo dove venne fatto prigioniero dei turchi, ma riuscì a fuggire poco dopo. Si distinse nella Battaglia di Mohács (1687), e divenne aiutante generale del duca Carlo V di Lorena. Alla sola età di 24 anni aveva già raggiunto il rango di colonnello ed era comandante di un proprio reggimento col quale prese parte poi a tutte le principali battaglie della Grande guerra turca.
Uccise Frederick von Württemberg-Stuttgart, figlio del duca Eberardo III di Württemberg durante un duello avvenuto il 15 ottobre 1693. A seguito di questa uccisione, il Pálffy dovette rifugiarsi in Polonia ma la sua influente famiglia riuscì a procurargli l'amnistia.
Nel 1695 venne pesantemente ferito in una battaglia col francese Claude de Villars presso Magonza. Nel 1704 divenne Bano di Croazia e generale di cavalleria.
Nel corso della Guerra d'indipendenza di Rákóczi, venne inviato in Ungheria come comandante della cavalleria imperiale e prese parte a diversi scontri minori, ma giocò un ruolo fondamentale nella vittoria della Battaglia di Trencsén. Pálffy venne creato feldmaresciallo e ricevette il comando di tutte le armate dell'Alta Ungheria dopo il successo dello scontro.
In questa fase egli, fedele suddito dell'Imperatore, negoziò con Francesco II Rákóczi la pace e la firma del Trattato di Szatmár dopo che 12.000 uomini dell'esercito di Rákóczi avevano giurato fedeltà alla dinastia degli Asburgo.
Nel corso della Guerra russo-turca (1735-1739), prese parte nuovamente a tutte le battaglie e venne ferito in diverse occasioni. Dopo la guerra, riprese il suo servizio diplomatico e persuase la nobiltà ungherese e croata ad accettare la Prammatica Sanzione.
Dopo la morte dell'imperatore Carlo VI nel 1740, divenne protettore della giovane imperatrice Maria Teresa nonché suo consigliere, portando a sua conoscenza soprattutto la questione ungherese. Venne insignito dell'Ordine del Toson d'oro e del titolo di conte palatino d'Ungheria.
Pálffy rimase per il resto della sua vita uno strenuo confidente dell'imperatrice che era solito chiamarlo affettuosamente Vater Palffy ("papà Palffy"). Morì nel 1751.